# Brillo ma da lucido
Brillo ma da lucido è un singolo del rapper italiano J-Ax, pubblicato il 20 aprile 2012 come primo estratto dal primo album dal vivo Meglio live!.

## Tracce
1. Brillo ma da lucido – 3:28

## Classifiche
| Classifica (2012) | Posizione massima |
| ----------------- | ----------------- |
| Italia            | 88                |